# Caproniella
Caproniella — рід грибів. Назва вперше опублікована 1896 року.

## Класифікація
До роду Caproniella відносять 3 види:
- Caproniella juniperi
- Caproniella pleiospora
- Caproniella plejospora